# Gently
Gently ist das zehnte Studioalbum von Liza Minnelli. Es erschien 1996. Die Veröffentlichung erfolgte ohne Single-Auskoppelungen.

## Hintergrund
Gently war Minnellis erstes Studioalbum seit sieben Jahren. Sie nahm vordergründig Jazzstandards aus dem Great American Songbook auf. Eine Ausnahme dabei stellt jedoch ihr Duett mit Donna Summer dar: Does He Love You ist die Neuinterpretation des gleichnamigen Hits von Country-Sängerin Reba McEntire und ihrer Kollegin Linda Davis, 1993 ein Platz eins in den Country-Charts.

## Titelliste
1. Chances Are (Duett mit Johnny Mathis) (Allen, Stillman) – 3:15
2. You Stepped Out of a Dream (Brown, Kahn) – 3:37
3. Embraceable You (Ira Gershwin, George Gershwin) – 4:29
4. Close Your Eyes (Petkere) – 3:36
5. Some Cats Know (Leiber, Stoller) – 3:58
6. Lost in You (Leiber, Stoller) – 3:59
7. I Got Lost in His Arms (Irving Berlin) – 3:32
8. It Had to Be You (Jones, Kahn) – 3:32
9. Never Let Me Go (Evans, Livingston) – 3:16
10. Does He Love You (Duett mit Donna Summer) (Knox, Billy Stritch) – 4:54
11. In the Wee Small Hours of the Morning (mit Herbie Hancock) (Hilliard, Mann) – 4:17

## Rezeption
Liza Minnellis Biograf Scott Schechter bemerkte in Minnellis Gesang eine gewisse Nüchternheit, aber gleichzeitig eine reiche Tiefe. Minnelli selbst kommentierte ihre Arbeit mit den Worten: „Mein Gesang ist nicht prunkvoll oder beschwingt. Das bin einfach nur ich.“
Der profilierte Musikkritiker William Ruhlmann brachte als Pluspunkt für das Album Liza Minnellis Ausdruckskraft als Sängerin an. Der Hörer werde jedoch vom Titel des Albums (Gently = engl. „auf sanfte Weise“) irre geführt, denn Minnelli singe nicht weich und sanft. Ihre Stimme sei erfüllt von Wärme, Kraft und Dynamik. Sie habe sich mit diesem abwechslungsreichen Album außerdem auf ihre musikalischen Wurzeln bezogen, in dem Eingeständnis, kein jüngeres Publikum mehr erreichen zu können.
Gently wurde 1996 als „Beste Traditionelle Pop-Gesangsdarbietung“ für einen Grammy Award nominiert.